# 메인법
메인법(Maine Law)은 1851년 미국의 메인주(州)에서 통과된 법률로, 절주운동이 법률적인 효력을 갖게 된 첫 번째 사례이다.
절주 운동가 닐 도우가 법 제정을 주도했다. 이 법에 따르면 "의학적인 목적, 기계를 위한 사용, 상품 제조를 위한 목적"을 제외하고 모든 알콜 음료의 매매를 금지했다. 그리고 1855년까지 미국의 12개주들로 퍼져나갔다. 흔히 이들을 "건조한(dry)" 주라 부르고, 술 판매를 허용했던 주들은 "젖은(wet)" 주라고 부른다.
이러한 조치는 노동계급과 미국 이민자들의 반발을 샀다. 법에 대한 반대는 폭력으로 변모하기 시작했다. 1855년 6월 2일 메인주(州) 포틀랜드시(市)에서 흔히 "메인 법 폭동(Maine law riot)"이라 불리는 사태가 발생한다. 이 사태는 1856년 메인 법이 폐지되는 결정적인 요인이다.

## 같이 보기
- 금주법 시대